# 伊勢市立倉田山中学校

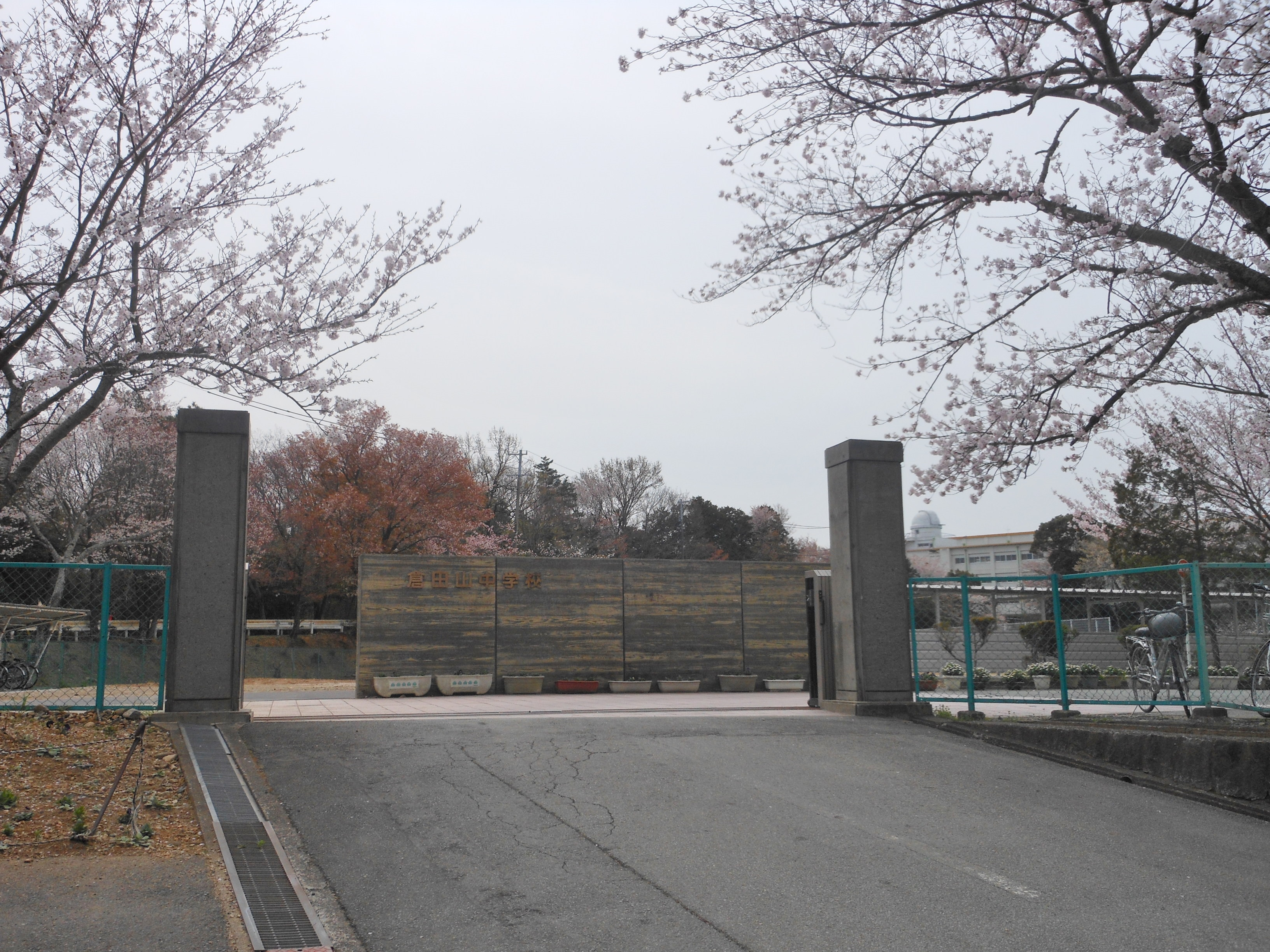
校門

伊勢市立倉田山中学校（いせしりつくらたやまちゅうがっこう）は三重県伊勢市神田久志本町にある公立の中学校。学校の通称は倉中（くらちゅう）。
1963年（昭和38年）には2,254人、1966年（昭和41年）には24学級1,057人の生徒が在籍しており、日本有数のマンモス校であった。

## 概要
伊勢市の文教地区である倉田山にある。
- 校舎は2004年（平成16年）に改築され[2]、南に一般教室棟、北に特別教室棟を配し、中央にクスノキのある中庭を設置した個性的な構造で、2005年（平成17年）4月21日に三重県建築賞知事賞を受賞している[3]。
- 校庭には最大出力1,070Wの風力・太陽光発電機「そよ風くん」（神鋼電機（現・シンフォニア テクノロジー）製）が設置され、環境教育に役立っている[4]。倉田山中学校科学部が発電量の統計を取っている[4]

## 沿革
- 1947年（昭和22年）
  - 5月5日 - 前身となる宇治山田市立第一中学校（進修・修道地区）・第二中学校（明倫・有緝・宮山地区）が開校[1]。
  - 5月10日 - 神宮皇學館跡を校舎に定めて授業を開始[1]。第一中学校と第二中学校を同じ校地に設置し、同年中に両校を統合、宇治山田市立倉田山中学校が開校[1]。
- 1955年（昭和30年）1月1日 - 市町村合併により、伊勢市立倉田山中学校に改称[1]。
- 1958年（昭和33年）4月8日 - 隣接する三重県立伊勢高等学校の生徒数増大により、4つの教室を貸与[5]。（同年5月31日に返還。）
- 1963年（昭和38年）4月1日 - 伊勢市立四郷中学校を統合[1]。
- 1966年（昭和41年）4月1日 - 倉田山中学校から伊勢市立五十鈴中学校が分離[1]。
- 1969年（昭和44年） - 校舎を新築[6]。
- 2003年（平成15年） - 読書活動優秀実践校として表彰される[7]。
- 2004年（平成16年）11月 - 校舎を改築竣工[2]。洋設計事務所の設計、伊藤・西邦特定建設工事共同企業体の施工[2]。
- 2005年（平成17年）4月1日 - 3学期制から2学期制に移行。

## 通学区
| 明倫小学校区 - 尾上町 - 岡本町 - 岡本（一・二・三丁目） - 岩渕町 - 岩渕（一・二・三丁目） - 吹上（一・二丁目） - 豊川町 - 勢田町の一部 - 藤里町の一部 有緝小学校区 - 河崎（二・三丁目） - 神久（一・二・三・四・五・六丁目） - 楠部町の一部 | 選択が可能な地区 - 倭町（倉田山中または五十鈴中） - 神田久志本町（倉田山中または五十鈴中または港中） - 通町の一部（倉田山中または五十鈴中または港中） - 鹿海町の一部（倉田山中または五十鈴中または港中） - 河崎一丁目（倉田山中または厚生中） - 船江（一・二・三・四丁目、倉田山中または厚生中） - 黒瀬町（倉田山中または港中） |

## 周辺

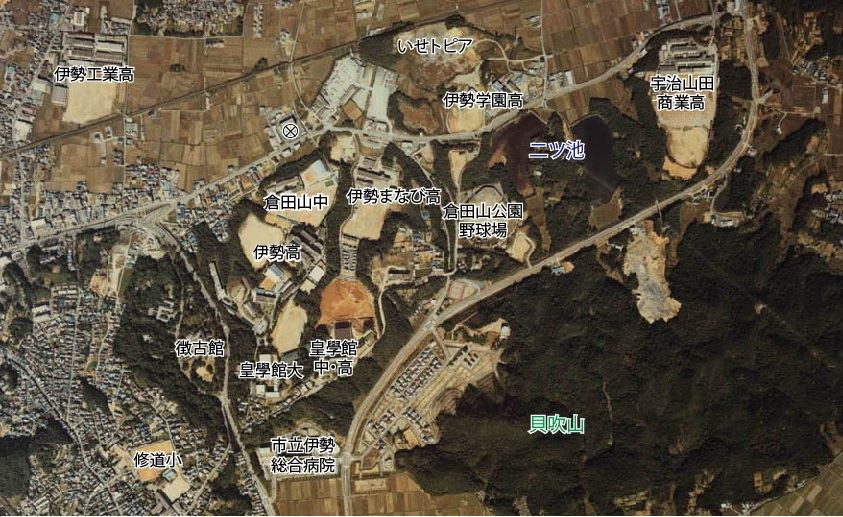
倉田山中学校周辺

周辺は文教地区でたくさんの学校が並ぶ。
- 三重県立伊勢高等学校
- 三重県立伊勢まなび高等学校
- 皇學館大学・高等学校・中学校
- 伊勢学園高等学校
- 三重交通伊勢営業所
- 伊勢警察署
- ぎゅーとらラブリー神田久志本店
- マックスバリュ神田久志本店

## 交通
- 三重交通伊勢警察署前バス停より徒歩2分。

## 著名な卒業生
- 松本正之 - 元NHK会長、元東海旅客鉄道副会長
- 三ツ矢憲生 - 衆議院議員（三重4区、自民党）
- 2代木村要之助 - 大相撲幕内格行司（東関部屋）